# Vorstenbosch
Vorstenbosch ist ein Ortsteil der Gemeinde Bernheze in der Provinz Nordbrabant in den Niederlanden.
Vorstenbosch wurde erstmals 1485 erwähnt und hat circa 1445 Einwohner. Bis 1994 bildete das Dorf mit Nistelrode eine gleichnamige Gemeinde.